# Kerstin Düben-Schaumann

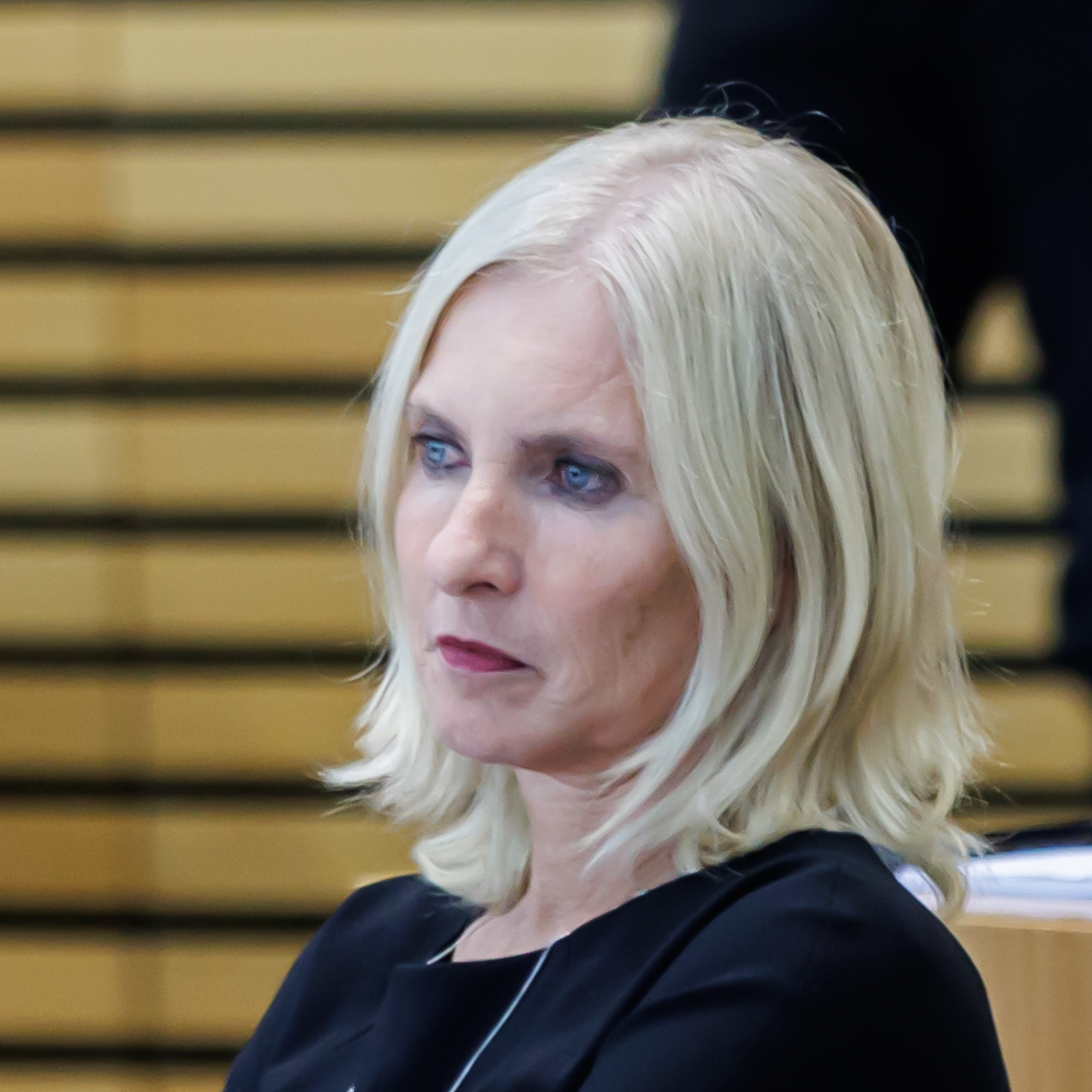
Kerstin Düben-Schaumann (2024)

Kerstin Düben-Schaumann (geb. 1969 in Elsterwerda als Kerstin Düben) ist eine deutsche Politikerin (AfD) und seit 2024 Mitglied des Thüringer Landtages.

## Leben
Kerstin Düben-Schaumann besuchte von 1975 bis 1985 die Ernst-Thälmann-Schule in Nordhausen und absolvierte bis 1987 eine Ausbildung zur Friseurin. Anschließend besuchte sie die Meisterschule im Friseurhandwerk, die sie von 1991 bis 1997 erfolgreich abschloss. Von 1998 bis 2000 war sie als Lehrausbilderin bei der FAA Bildungsgesellschaft mbH in Halle tätig. Seit dem Jahr 2000 ist sie selbstständig als Unternehmerin im Friseurhandwerk tätig. Düben-Schaumann ist Gesellschafterin-Geschäftsführerin mehrerer Unternehmen in Nordhausen.
Kerstin Düben-Schaumann heiratete 2024 ihren langjährigen Lebensgefährten Uwe Schaumann (1959–2024).

## Politik
Düben-Schaumann trat 2018 der Partei Alternative für Deutschland (AfD) bei und ist seit 2019 Mitglied der AfD-Fraktion im Stadtrat von Nordhausen.
Von 2019 bis 2024 war sie Mitglied im Aufsichtsrat des Theaters Nordhausen. Seit 2024 wirkt sie im Aufsichtsrat des Südharz Klinikums Nordhausen.
Bei der Thüringer Landtagswahl 2024 zog sie als Direktkandidatin im Wahlkreis Nordhausen II mit 39,8 Prozent der Stimmen in den Landtag ein.